# Stephenia
Stephenia is een Afrotropisch geslacht van vlinders van de familie van de Nymphalidae uit de onderfamilie van de Heliconiinae.

## Soorten
- Stephenia aglaonice (Westwood, 1881)
- Stephenia asboloplintha (Karsch, 1894)
- Stephenia atatis (Pierre, 2004)
- Stephenia atergatis (Westwood, 1881)
- Stephenia axina (Westwood, 1881)
- Stephenia braesia (Godman, 1885)
- Stephenia buettneri (Rogenhofer, 1889)
- Stephenia caecilia (Fabricius, 1781)
- Stephenia caldarena (Hewitson, 1877)
- Stephenia doubledayi (Guérin-Méneville, 1849)
- Stephenia ella (Eltringham, 1911)
- Stephenia equatorialis (Neave, 1904)
- Stephenia intermediodes (Ackery, 1995)
- Stephenia leucopyga (Aurivillius, 1904)
- Stephenia lyci (Pierre, 2006)
- Stephenia lygus (Druce, 1875)
- Stephenia mirabilis (Butler, 1885)
- Stephenia miranda (Riley, 1920)
- Stephenia natalica (Boisduval, 1847)
- Stephenia oncaea (Hopffer, 1855)
- Stephenia pseudegina (Westwood, 1852)
- Stephenia pudora (Aurivillius, 1910)
- Stephenia pudorella (Aurivillius, 1899)
- Stephenia regalis (Oberthür, 1893)
- Stephenia rhodesiana (Wichgraf, 1909)
- Stephenia rogersi (Hewitson, 1873)
- Stephenia stenobea (Wallengren, 1860)
- Stephenia sykesi (Sharpe, 1902)
- Stephenia zoumi (Pierre, 1995)